# Championnat de Moldavie de football 2022-2023
Navigation
Saison précédente Saison suivante
Le championnat de Moldavie de football 2022-2023 est la 32e édition de ce championnat. Pour cette saison, huit clubs évoluent dans la Divizia Națională et rencontrent quatre fois chacun leurs adversaires. Champion pour la vingtième fois de son histoire à l'issue de la saison 2021-2022, le Sheriff Tiraspol remet son titre en jeu.
Le Sheriff Tiraspol remporte le 21e titre de champion de Modlavie de son histoire.

## Participants
| Club                    | Localisation | Stade                      | Capacité      |
| ----------------------- | ------------ | -------------------------- | ------------- |
| FC Dinamo-Auto Tiraspol | Tiraspol     | Stade Dinamo-Auto          | 1 300 places  |
| FC Milsami Orhei        | Orhei        | Complexul Sportiv Raional  | 3 000 places  |
| CS Petrocub Hîncești    | Hîncești     | Stadionul Municipal        | 1 200 places  |
| FC Sfintul Gheorghe     | Suruceni     | Stade Suruceni             | 1 500 places  |
| FC Sheriff Tiraspol     | Tiraspol     | Bolshaya Sportivnaya Arena | 12 726 places |
| Dacia Buiucani          | Florești     | Suruceni Stadium           | 1 500 places  |
| FC Bălți                | Bălți        | Stadionul Orășenesc        | 5 000 places  |
| FC Zimbru Chișinău      | Chișinău     | Stade Zimbru               | 10 400 places |

## Compétition

### Phase I

#### Classement
Le classement est établi sur le barème de points classique, une victoire valant trois points, tandis qu'un match nul n'en rapporte qu'un seul et une défaite aucun.
Pour départager les égalités de points, les critères suivants sont appliqués dans l'ordre :
1. Match d'appui si le titre est en jeu ;
2. Résultats en confrontations directes (points, différence de buts, buts marqués à l'extérieur puis buts marqués) ;
3. Nombre de matchs gagnés ;
4. Différence de buts générale ;
5. Nombre de buts marqués ;
6. Le moins de cartons rouges ;
7. Le moins de cartons jaunes.

Les clubs se rencontrent en match aller et retour soit un total de 14 matchs.